# Niowt
Niowt je alternativna rockovska skupina iz Ljubljane, Slovenija, ki jo sestavljata ustanovna člana Mojca Krevel (vokal, kitara) in Peter Šenk (sintetizatorji in klaviature). Duet sodeluje s slovenskim multi-instrumentalistom in producentom Petrom Penkom (Coptic Rain, April Nine).

## Zgodovina
Zgodovina skupine sega v l. 1992, ko sta bila Mojca Krevel in Peter Šenk prvikrat profesionalno sodelovala pri pripravah na študijski režijski projekt Sebastiana Horvata. Oblikovala sta skupino in l. 1994 so si za javne nastope izbrali ime Niowt, kar naj bi bila domnevna izgovorjava staroegipčanskega hieroglifa za »mesto« (različica pogostejše oblike angleškega zapisa »niwt«). Naslednje dve leti je skupna Niowt intenzivno nastopala po Sloveniji, po radiu pa so se vrteli prvi studijski posnetki v produkciji Janeza Križaja. Po nastopu na festivalu Novi rock l. 1996 jih skupino k sodelovanju povabil producent Peter Penko. V naslednjem letu so Niowt z njim posneli prvo ploščo, Niowt, in jo l. 1997 izdali pri nemški založbi Chrom Records. S prvim albumom se je skupina uveljavila na nemški alternativni sceni, in izvedli so tudi prvo nemško turnejo. Odlične recenzije prvenca so prihajale z različnih koncev Evrope. Album in posamezne skladbe so več tednov vztrajali na vrhu alternativnih in klubskih lestvic po Evropi, remiksi skladb pa so bili uvrščeni na več kompilacij. 
Naslednji dve leti so Niowt koncertrirali po Evropi, manj pa so bili prisotni v Sloveniji. 
L. 1999 so s Petrom Penkom začeli pripravljati drugi album, ki je l. 2001 izšel pri založbi Chrom Records pod naslovom Loverboy. Vmes so gostovali na več evropskih poletnih festivalih, l. 2000 pa so bili v Hali Tivoli gostje finskih HIM. Drugi album je bil ponovno deležen izjemno pozitivnega kritiškega odziva, tokrat tudi v Sloveniji. Loverboy in izdani singli z albuma so se uvrščali na domače in evropske lestvice alternativne glasbe, remiksi skladb pa so izšli na več kompilacijah. Sledila je daljša koncertna turneja, v okviru katere so Niowt leta 2002 nastopili na največjem evropskem darkerskem festivalu Wave Gothic Treffen v Leipzigu, slovenski del turneje pa je zaključil koncert v Cankarjevem domu. L. 2003 so Niowt začeli pripravljati material za tretji album, hkrati pa so razširili svoje področje: za predstavo Play It Again, Caligula v režiji Matjaža Pograjca (Slovensko mladinsko gledališče) pripravili cca. 80 minut avtorske glasbe, za katero so na Drugem slovenskega festivalu komornega gledališča (Ptuj) prejeli nagrado za izvirno glasbo in zvočno opremo.
L. 2004 sta se ustanovna člana Peter Šenk in Mojca Krevel odločila posvetiti akademskemu delu. Projekt Niowt je bil ustavljen za nedoločen čas. V letih, ki so sledila, je Mojca sodelovala z različnimi slovenskimi glasbenimi ustvarjalci in ustvarjalkami (Ksenijo Jus, Grimmski, Warego Valles, Werefox), l. 2020 pa sta se s Petrom odločila, da v sodelovanju s Petrom Penkom spet obudita Niowt, in začeli so s snemanjem materiala za EP. 
Spomladi 2022 sta Niowt po dvajsetletnem premoru izdala »Lamenting Venus«, prvo skladbo z albuma v nastajanju. Sledila je skladba "Bedtime Stories" leta 2023.  30. novembra 2024 je Niowt z gostom kitaristom Goranom Koražijo prvič po novem začetku sodelovanja javno nastopil  s starimi in novimi skladbami na otvoritvi dogodka pred Rotovžem ob deseti obletnica delovanja Pritljičja v Stari Ljubljani.

## Diskografija

### Studijski albumi
- Niowt (1997)
- Loverboy (2001)

## Člani
- Mojca Krevel
- Peter Šenk

## Nekdanji člani
- Bojan Brajkovič
- Luka Jamnik
- Jernej Jurc
- Tibor Mihelič
- Robert Oven
- Luka Šalehar
- Matej Puklavec
- Boštjan Vajs